# Sinophorus tricoloripes
Sinophorus tricoloripes là một loài tò vò trong họ Ichneumonidae.